# ضدالتهاب

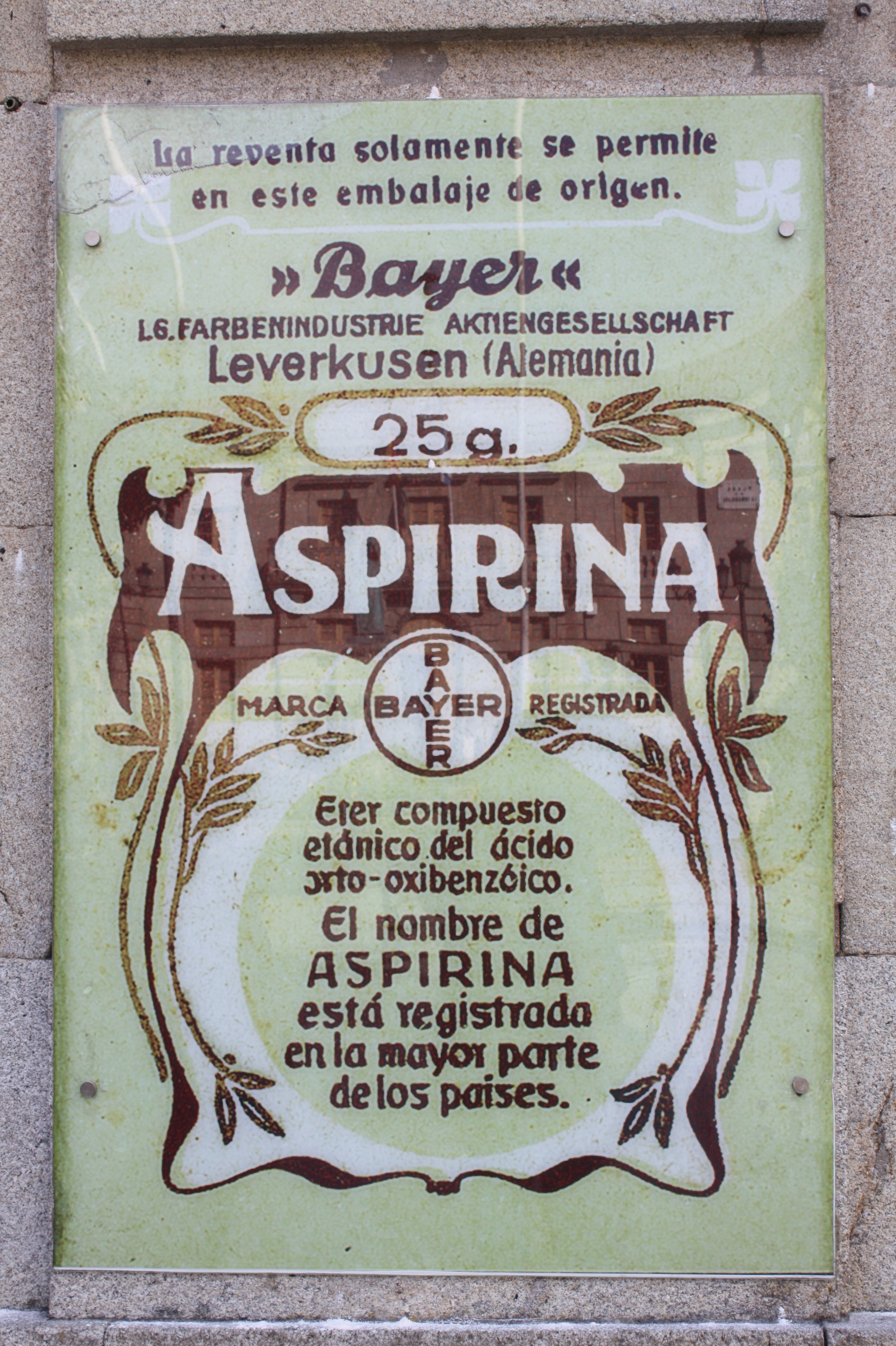
آگهی قدیمی آسپرین ، یک داروی ضد التهابی غیر استروئیدی.

منظور از ضدِالتهاب یا خاصیت ضدِالتهابی، خاصیت ماده یا روش درمانی است که باعث کاهش التهاب می‌شود (درصد سلامتی به نوع مصرف متناسب با شرایط بدن بستگی دارد. دارا بودن تخصص در این امر بسیار مهم است). 
ضدّالتهاب‌ها را می‌توان به دو دسته تقسیم نمود:
- داروهای ضدالتهاب
- سایر مواد و روشهای ضدّالتهاب

## داروها و مواد ضدالتهاب
داروها و مواد ضدالتهاب را می‌توان به سه گروه تقسیم کرد:
- داروهای ضدالتهاب استروئیدی
- داروهای ضدالتهاب غیراستروئیدی
- مشتقات ضدالتهاب ایمنی انتخابی (به انگلیسی: (Immune Selective Anti-Inflammatory Derivatives (ImSAIDs) که از بزاق و غده زیرآرواره بدست می‌آید.

## داروهای استروئیدی
بسیاری از استروئیدها از طریق اتصال به گیرنده‌های گلوکوکورتیکوئید باعث تخفیف درد و کاهش التهاب می‌شوند. بتامتازون، دگزامتازون، هیدروکورتیزون از جمله داروهای کورتیکواستروئیدی یا کورتون محسوب می‌شوند.

## داروهای غیراستروئیدی
این داروها از طریق آنزیم سیکلواکسیژناز باعث کاهش درد و التهاب می‌شوند. آسپرین، ایبوپروفن و ناپروکسن از معروفترین داروهای ضد التهابی غیراستروئیدی به شمار می‌روند. دسته ای از داروهای ضدالتهابی غیراستروئیدی فقط نوع دوم آنزیم سیکلواکسیژناز را مهار می‌کنند و بنابراین با اینکه خاصیت ضد التهابی و ضد درد و ضد تب دارند ولی اثر نامطلوبی بر روی معده ندارند. این دسته از داروها بر روی خاصیت انعقادی خون هم تأثیری ندارند. معروفترین داروی این دسته سلکوکسیب Celecoxib (سلکسیب Celexib) نام دارد. البته این داروها هم می‌توانند عوارضی مانند شکم درد، تهوع و سوء هاضمه داشته باشند. مصرف همزمان داروهای ضد اسید و غذاهای چرب با این داروها جذب آن‌ها را مختل می‌کند پس نباید با هم مصرف شوند.

## ترکیبات طبیعی ضدالتهاب
ترکیبات فلاونوئید‌ی و موسیلاژی و کورکومین که در گیاهان یافت می‌شوند، موجب کاهش التهاب می‌شوند.